# Batalha de Dunbar (1650)

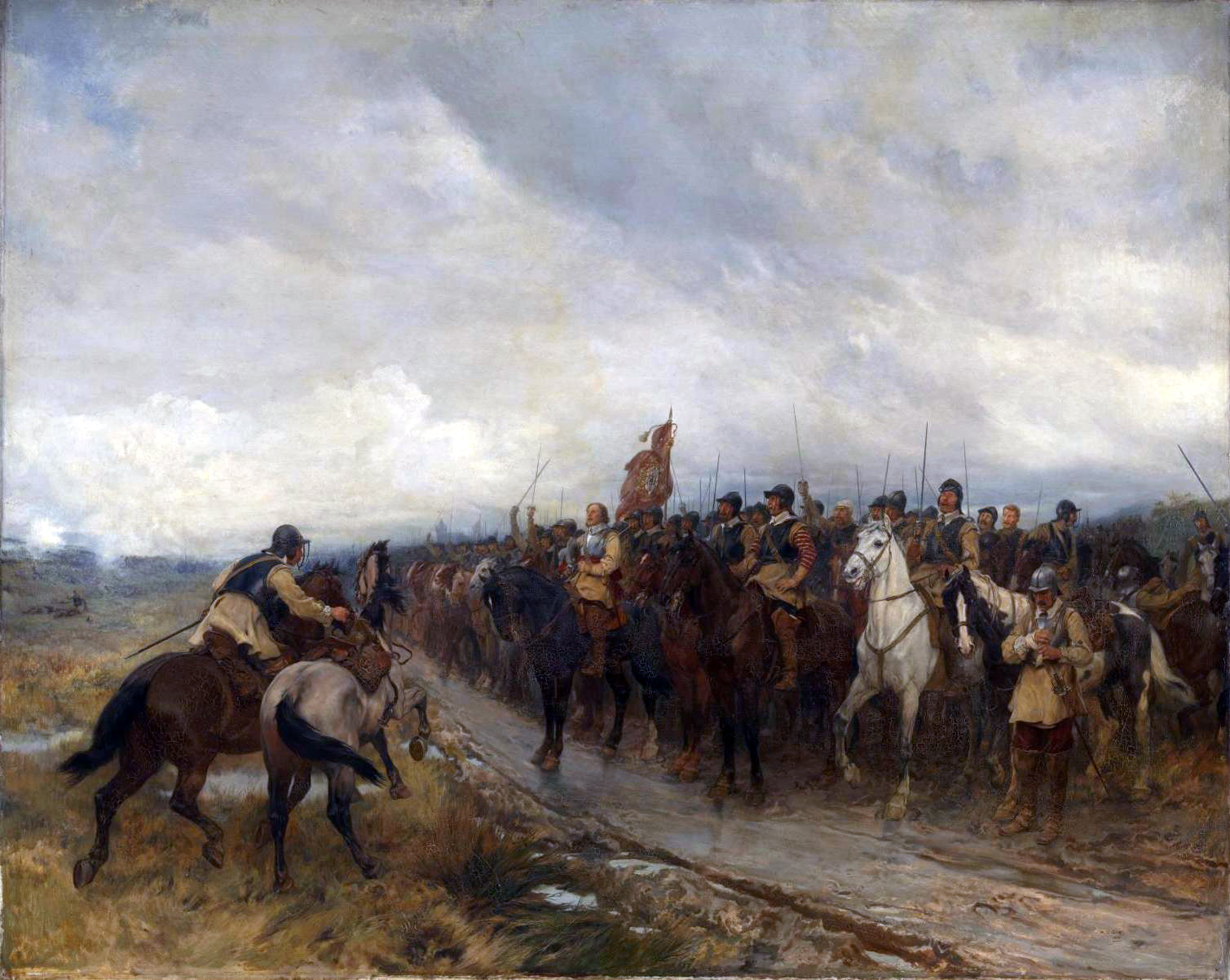
Cromwell em Dunbar, 1886, por Andrew Carrick Gow

A Batalha de Dunbar foi travada entre o Novo Exército Modelo inglês, sob o comando de Oliver Cromwell, e um exército escocês comandado por David Leslie em 3 de setembro de 1650, perto de Dunbar, na Escócia. A batalha resultou em uma vitória decisiva para os ingleses. Foi a primeira grande batalha da invasão da Escócia em 1650, que foi desencadeada pela aceitação de Carlos II pela Escócia como rei da Grã-Bretanha após a decapitação de seu pai, Carlos I, em 30 de janeiro de 1649.
Após a execução de Carlos I, o Rump Parlament estabeleceu uma Comunidade republicana na Inglaterra. Quando seu antigo aliado, a Escócia, reconheceu Carlos II como rei de toda a Grã-Bretanha em 1º de maio de 1650 e começou a recrutar um exército para apoiá-lo, os ingleses despacharam o Novo Exército Modelo, sob o comando de Cromwell. O exército cruzou para a Escócia em 22 de julho, com uma força de mais de 16 000 homens. Os escoceses retiraram-se para Edimburgo, despojando a terra de provisões. Cromwell tentou atrair os escoceses para uma batalha de bola parada, mas eles resistiram e Cromwell não conseguiu romper sua linha defensiva. No final de agosto, com seu exército enfraquecido por doenças e falta de alimentos, Cromwell retirou-se para o porto de Dunbar. O exército escocês o seguiu e assumiu uma posição inexpugnável em Doon Hill, com vista para a cidade. Em 2 de setembro, os escoceses avançaram em direção a Dunbar e os ingleses assumiram posições fora da cidade. O exército inglês ficou muito enfraquecido pela doença e pela falta de comida, enquanto muitos dos homens mais experientes dos escoceses foram demitidos em expurgos religiosos.
Antes do amanhecer de 3 de setembro, os ingleses lançaram um ataque surpresa aos escoceses, que estavam mal preparados. Os combates restringiram-se ao flanco nordeste com os principais contingentes de cavalaria inglesa e escocesa lutando de forma inconclusiva, assim como a infantaria inglesa e escocesa. Devido ao terreno, Leslie não conseguiu reforçar a luta, enquanto Cromwell usou sua última reserva para flanquear os escoceses. A cavalaria escocesa quebrou e derrotou; a infantaria escocesa recuou, mas sofreu pesadas baixas. Entre 300 e 500 escoceses foram mortos, aproximadamente 1 000 feridos e pelo menos 6 000 foram feitos prisioneiros de um exército de 12 500 ou menos.
Após a batalha, o governo escocês refugiou-se em Stirling, onde Leslie reuniu o que restava do seu exército. Os ingleses capturaram Edimburgo e o porto estrategicamente importante de Leith. No verão de 1651, os ingleses cruzaram o Firth of Forth para desembarcar uma força em Fife; eles derrotaram os escoceses em Inverkeithing e ameaçaram as fortalezas do norte da Escócia. Leslie e Carlos II marcharam para o sul em uma tentativa malsucedida de reunir apoiadores monarquistas na Inglaterra. O governo escocês, deixado numa situação insustentável, rendeu-se a Cromwell, que então seguiu o exército escocês para o sul. Na Batalha de Worcester, precisamente um ano após a Batalha de Dunbar, Cromwell esmagou o exército escocês, encerrando a guerra.